# Geração de 70
Geração de 70 ou Geração de Coimbra foi um movimento académico de Coimbra do século XIX que veio revolucionar várias dimensões da cultura portuguesa, da política à literatura, cuja renovação se manifestou com a introdução do realismo.
Num ambiente boémio, na cidade universitária de Coimbra, Antero de Quental, Eça de Queiroz, Oliveira Martins, Ramalho Ortigão, entre outros jovens intelectuais, reuniam-se para trocar ideias, livros e formas para renovação da vida política e cultural portuguesa. Portugal vivia então uma autêntica revolução com os novos meios de transportes ferroviários, que traziam todos os dias novidades do centro da Europa, influenciando esta geração para as novas ideologias. Foi o início da Geração de 70.
Em Coimbra, este Grupo gerou uma polémica em torno do confronto literário com os ultra românticos do "bom senso e do bom gosto", disputa mais conhecida como a Questão Coimbrã. Mais tarde, já em Lisboa, os agora licenciados formaram o grupo Cenáculo. Em 1871, o grupo organizou uma série de conferências no Casino Lisbonense, para discutir temas ligados à literatura, educação, religião e política. As conferências acabaram por ser proibidas pelo governo.
Depois das reuniões, a geração de ouro de Coimbra acabou por não conseguir fazer mais nada, muito menos executar os seus planos de revolucionar o país, e seus integrantes acabaram por se autodenominar "os Vencidos da Vida", por sugestão de Joaquim Pedro de Oliveira Martins. A denominação decorre claramente da renúncia dos membros do grupo às suas aspirações de juventude. O grupo incluía, além de Joaquim Pedro de Oliveira Martins, José Duarte Ramalho Ortigão, António Cândido Ribeiro da Costa, Guerra Junqueiro, Luís de Soveral, Francisco Manuel de Melo Breyner (3.° conde de Ficalho), Carlos Félix de Lima Mayer, Carlos Lobo de Ávila, Bernardo Pinheiro Correia de Melo (1.º Conde de Arnoso) e António Maria Vasco de Mello Silva César e Menezes (9.º conde de Sabugosa), entre outros. Eça de Queirós integrou o grupo a partir de 1889.

## Elementos constitutivos da Geração de 70
Está ainda por encetar o estudo monográfico dos elementos constitutivos do processo da Geração de 70, a não ser que se trate das figuras cimeiras da geração em causa (Antero, Eça e a Teófilo). Faltam ainda trabalhos sobre:
- João Bonança
- Germano Vieira Meireles, amigo de Antero
- Anselmo de Andrade
- Raimundo Capela
- Salomão Sáragga
- Batalha Reis
- José Pais de Carvalho
- Domingos José de Azevedo
- Vítor José Verol
- Emídio Riché
- Jacob Wahnon
- José de Figueiredo
- Fialho de Almeida (apesar de ser demasiado jovem)
- Oliveira Martins (apesar de ausente do país)